# Connal Trueman
Connal Joe Trueman (Birmingham, Reino Unido, 26 de marzo de 1996) es un futbolista inglés. Juega de portero en el Milton Keynes Dons F. C. de la League Two de Inglaterra.

## Clubes
| Club                          | País       | Año       |
| ----------------------------- | ---------- | --------- |
| Birmingham City F. C.         | Inglaterra | 2014-2022 |
| Leamington F. C. (cesión)     | Inglaterra | 2014      |
| Solihull Moors F. C. (cesión) | Inglaterra | 2017      |
| A. F. C. Wimbledon (cesión)   | Inglaterra | 2020-2021 |
| Swindon Town F. C. (cesión)   | Inglaterra | 2021      |
| Oxford United F. C. (cesión)  | Inglaterra | 2021      |
| Millwall F. C.                | Inglaterra | 2022-2025 |
| Crawley Town F. C. (cesión)   | Inglaterra | 2024      |
| Crawley Town F. C. (cesión)   | Inglaterra | 2024      |
| Milton Keynes Dons F. C.      | Inglaterra | 2025-     |